# Ambrosius Wilfflingseder

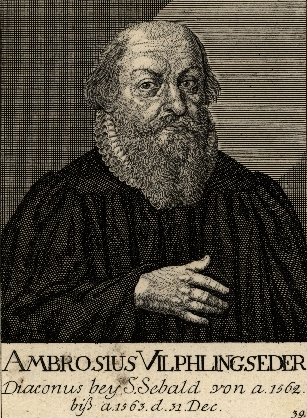
Ambrosius Wilfflingseder

Ambrosius Wilfflingseder (* um 1500 in Braunau am Inn, damals Niederbayern; † 31. Dezember 1563 in Nürnberg) war ein deutscher Musikpädagoge.
Etwa 1550 fand er eine Anstellung an St. Sebald zu Nürnberg. 1561 gab er den ersten größeren Schulmusik-Traktat in deutscher Sprache heraus. Er wurde mehrfach aufgelegt und trägt den Titel „Musica Teutsch, der Jugend zu gut gestellt. Durch Ambrosium Wilfflingseder von Braunaw/Cantorn in der Sebalder Schul, zu Nürnberg“.
Im Anhang dieses Traktats befinden sich 15 Musikbeispiele, die vermutlich alle vom Autor stammen. Das Notenbild nähert sich in vielfacher Weise bereits dem heute üblichen, wenn auch die Stimmen noch nicht zu einer Partitur vereinigt sind. Die 15 Musikbeispiele gliedern sich in sechs Bicinien (Zwiegesänge) und neun Tricinien (dreistimmige Stücke). Der pädagogische Impetus äußert sich in der Prägnanz der musikalischen Gedanken. Dabei werden auf der Blockflötenebene Tenor- und Bassblockflöten bevorzugt, in den Tricinien gelegentlich auch Altblockflöten in g' und f'. Die heute gängigen Sopranblockflöten gab es zwar schon, waren im 16. Jahrhundert noch nicht exakt zu notieren. Ein unbekümmertes Oktavieren lässt die früher übliche Verschlüsselung nicht zu.
Bedeutsam scheint auch die Feststellung, dass die Tanzmusik, die ja in Form verschiedener niederländischer und französischer Varianten um 1550 ausgesprochen verbreitet war, nicht einbezogen ist. Es geht Wilfflingseder durchaus um eine Musik, die sich auf Grund ihrer Ernsthaftigkeit von der reinen Gebrauchsmusik abhebt. Die vorliegende Musik sollte wohl die Schüler eher zum Selbststudium animieren und dabei jugendgerecht sein, ohne dass die Jugend das Gefühl haben musste, als unreif angesehen zu werden.
Wilfflingseders Werk gibt einen guten Einblick in die Musikdidaktik des 16. Jahrhunderts.